# Списак културних добара на Савском венцу
На територији Градске општине Савски венац законом је заштићено око 60 културних добара од изузетног и великог значаја. Такође, постоји и око 20 добара која уживају претходну заштиту.

## Културна добра од изузетног значаја
На Савском венцу постоји четири културна добра од изузетног значаја — три споменика културе и једна просторна целина.
| Назив добра                   | Адреса                                        | Година заштите |
| ----------------------------- | --------------------------------------------- | -------------- |
| Илегална партијска штампарија | Бањички венац бр. 12                          | 1965. и 1979.  |
| Конак кнеза Милоша            | Топчидер бр. 2                                | 1946. и 1979.  |
| Музеј 4. јули                 | Булевар Кнеза Александра Карађорђевића бр. 10 | 1965. и 1979.  |
| Топчидер                      | Топчидер                                      | 1987.          |

## Културна добра од великог значаја
На Савском венцу постоји шест културних добра од великог значаја.
| Назив добра                      | Адреса                                          | Година заштите |
| -------------------------------- | ----------------------------------------------- | -------------- |
| Београдска задруга               | Карађорђева бр. 48                              | 1966. и 1979.  |
| Докторова кула                   | Кнеза Милоша бр. 103                            | 1965. и 1979.  |
| Манакова кућа                    | Гаврила Принципа бр. 7 и Краљевића Марка бр. 12 | 1963. и 1979.  |
| Зграда Официрске задруге         | Масарикова бр. 4                                | 1966. и 1979.  |
| Зграда прве српске опсерваторије | Булевар ослобођења бр. 8                        | 1968. и 1979.  |
| Железничка станица               | Савски трг бр. 1                                | 1981. и 1983.  |

## Културна добра
На Савском венцу постоји 49 културних добара заштићених законом, од чега највише породичних кућа. Такође заштићени су и остаци античког Сингидунума
| Назив добра               | Адреса                                                        | Година заштите |
| ------------------------- | ------------------------------------------------------------- | -------------- |
| Абаџијске куће            | Краљице Наталије бр. 8, 10 и 12                               | 1976.          |
| Амам кнеза Милоша         | Адмирала Гепрата бр. 14                                       | 1948.          |
| Црквени конак у Топчидеру | Војводе Путника бр. 11                                        | 1946.          |
| Дом сироте деце           | Светозара Марковића бр. 72                                    | 1987.          |
| Хотел Бристол             | Карађорђева бр. 50                                            | 1987.          |
| Касарна 7. пука           | Немањина бр. 15                                               | 1992.          |
| Крст са Мале пијаце       | Парк између Карађорђеве, Светоникољског трга и Земунског пута | 1987.          |
| Кућа Бранислава Нушића    | Шекспирова бр. 1                                              | 1967.          |
| Кућа др Александра Белића | Авгусра Цесарца бр. 30                                        | 1984.          |
| Кућа др Арчибалда Рајса   | Булевар војводе Мишића бр. 73                                 | 1984.          |